# Psychomyia polykrates
Psychomyia polykrates là một loài Trichoptera trong họ Psychomyiidae. Chúng phân bố ở miền Ấn Độ - Mã Lai.